# Diocèse d'Elseneur
Le diocèse d'Elseneur est l'un des diocèses de l'Église luthérienne du Danemark. Son siège épiscopal se situe à la cathédrale Saint-Olaf d'Elseneur.
Son territoire couvre l'essentiel du Hovedstaden sur le Seeland, hormis les régions rattachées au diocèse de Copenhague.

## Histoire
Le diocèse d'Elseneur a été fondé en 1961 par séparation du diocèse de Copenhague.